# Adolphe Trillard
Pour les articles homonymes, voir Trillard.
Adolphe Joseph Antoine Trillard, né le 18 avril 1826 à Fort-de-France et mort dans la même ville le 12 octobre 1908, est un gouverneur colonial et banquier français.

## Biographie
Fils d'un capitaine au long cours, il fait carrière dans l'administration de la Marine, où il parvient au grade de commissaire général et ordonnateur. Il est fait officier de la Légion d'honneur. Il est nommé gouverneur des établissements français de l'Inde en 1875, puis directeur de la Banque de la Martinique en 1879, poste qu'il occupe jusqu'en 1900.

## Distinctions
- Officier de la Légion d'honneur (30 décembre 1868)[2]